# Normandía (estación)
La estación sencilla Normandía forma parte del sistema de transporte masivo de Bogotá, TransMilenio, inaugurado en el año 2000.

## Ubicación
Está ubicada en el occidente de la ciudad, sobre la Avenida El Dorado entre carreras 73BIS y 74. Se accede a ella a través de un puente peatonal ubicado sobre esta última vía
Atiende la demanda de los barrios Normandía Occidental, Modelia, San Ignacio y sus alrededores.
En sus cercanías está la Central de la Policía Judicial (DIJIN).

## Origen del nombre
La estación recibe su nombre del barrio ubicado en su costado norte: Normandía.

## Historia
Esta estación hace parte de la Fase III de TransMilenio que empezó a construirse a finales de 2009 y, después de varias demoras relacionadas con casos de corrupción, fue entregada a mediados de 2012.

## Servicios de la estación

### Servicios troncales
| Tipo                                | Rutas al Oriente | Rutas al Occidente | Rutas al Sur |
| ----------------------------------- | ---------------- | ------------------ | ------------ |
| Ruta fácil                          | 1                | 1                  |              |
| Expresos todos los días todo el día |                  | K43                | G43          |
| Expresos lunes a sábado todo el día |                  | K10                | L10          |

### Esquema
| ← Occidente |                |         |         |
| Carrera 76  |                | 1K10    | K43     |
| Puente      |                | Vagón 2 | Vagón 1 |
| Puente      | ← Ciclorruta → |         |         |
| Puente      | Vagón 4        | Vagón 3 |         |
| Carrera 76  |                | 1L10    | G43     |
| Oriente →   |                |         |         |

### Servicios urbanos
Así mismo funcionan las siguientes rutas urbanas del SITP en los costados externos a la estación, circulando por los carriles de tráfico mixto sobre la Avenida Eldorado, con posibilidad de trasbordo usando la tarjeta TuLlave:
| Código | Sector               | Dirección            | Rutas                            |
| ------ | -------------------- | -------------------- | -------------------------------- |
| 376A06 | K Estación Normandía | Av. Eldorado - KR 74 | 17-3A127B309K211K301K903 12 P500 |
| 373A05 | K Estación Normandía | Av. Eldorado - KR 74 | C127D211K309K903 12 P500         |

## Ubicación geográfica
| Noroeste: Engativá | Norte: D Minuto de Dios    | Nordeste: Engativá                   |
| Oeste: K Modelia   |                            | Este: K Avenida Rojas - UNISALESIANA |
| Suroeste: Fontibón | Sur: F Mandalay F Banderas | Sureste: Fontibón                    |